# Bettancourt-la-Ferrée
Bettancourt-la-Ferrée è un comune francese di 1 896 abitanti situato nel dipartimento dell'Alta Marna nella regione del Grand Est.

## Società

### Evoluzione demografica
Abitanti censiti